# Urochroa
Urochroa – rodzaj ptaków z podrodziny paziaków (Lesbiinae) w rodzinie kolibrowatych (Trochilidae).

## Zasięg występowania
Rodzaj obejmuje gatunki występujące w zachodniej Ameryce Południowej (Kolumbia, Ekwador i Peru). 

## Morfologia
Długość ciała 13–14 cm (w tym dziób o długości 3 cm); masa ciała 8,5–12,5 g.

## Systematyka

### Etymologia
Urochroa: gr. ουρα oura „ogon”; χροα khroa, χροας khroas „kolor, wygląd”, od χρως khrōs, χρωτος khrōtos „cera, karnacja”.

### Podział systematyczny
Do rodzaju należą następujące gatunki:
- Urochroa bougueri (Bourcier, 1851) – andokoliberek rudolicy
- Urochroa leucura Lawrence, 1864 – andokoliberek modrolicy – takson wyodrębniony ostatnio z U. bougueri[6]